# Walter Baier (Unternehmer)
Walter Baier (* 24. März 1907 in Esslingen am Neckar; † 10. April 1997) war ein deutscher Unternehmer und von 1960 bis 1982 Geschäftsführer von Webasto.

## Leben
Mit seinen Eltern Wilhelm und Julie und seiner Schwester Erika wuchs er in Stockdorf auf. Sein Großvater hatte 1901 Webasto gegründet und 1917 die Leitung des Unternehmens an seinen Vater weitergegeben. Baier besuchte die Realschule, machte eine Lehre zum Werkzeugmacher und studierte Maschinenbau in Vorbereitung auf eine Tätigkeit im Familienunternehmen. Im Jahr 1932 begann er bei Webasto als Konstrukteur zu arbeiten und heiratete 1939 Pauline.
Im Jahr 1960 wurde er persönlich haftender Gesellschafter. Nach dem Tod seines Vaters Wilhelm Baier junior wurde er 1962 Geschäftsführer des Unternehmens und führte es zu einem gewaltigen Aufschwung. Im Jahr 1982 zog er sich von der Firmenspitze zurück.
Er engagierte sich auch sozial und gründete 1991 die „Walter und Pauline Baier Stiftung“. Diese unterstützt Alten-, Kinder- und Behindertenheime in Gauting, sowie die Renovierung des Klosters Asbach in Niederbayern.

## Auszeichnungen
- Bayerischer Verdienstorden[3]
- 1983: Bürgermedaille der Gemeinde Gauting als Mäzen[4]
- 1995: Verdienstorden der Bundesrepublik Deutschland[1] 1. Klasse